# Riu Caroní
El riu Caroní és el segon riu més important de Veneçuela, el segon en cabal i un dels més llargs, amb 952 quilòmetres des del Kukenan tepui fins a la seva confluència amb el riu Orinoco. El nom "Caroní" s'aplica a partir de la confluència del Kukenan amb el riu Yuruaní a 182 quilòmetres de la font del Kukenan i 770 quilòmetres del seu desemborsament a l'Orinoco. La confluència té lloc a l'estat Bolívar. El riu Caroní és el riu més llarg situat íntegrament a Veneçuela.

## Règim hidràulic

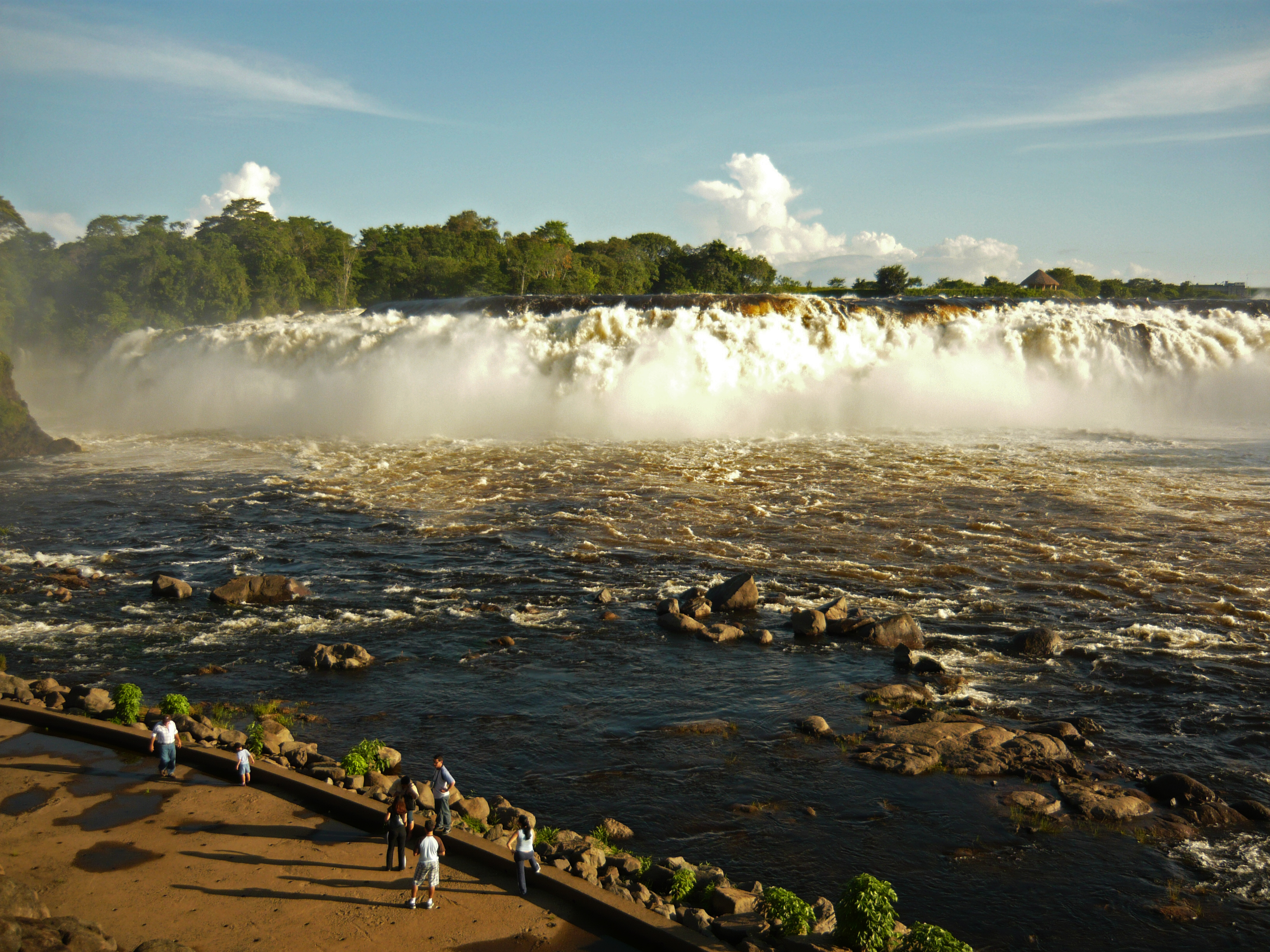
Riu Caroní al Parc Nacional La Llovizna, Puerto Ordaz.

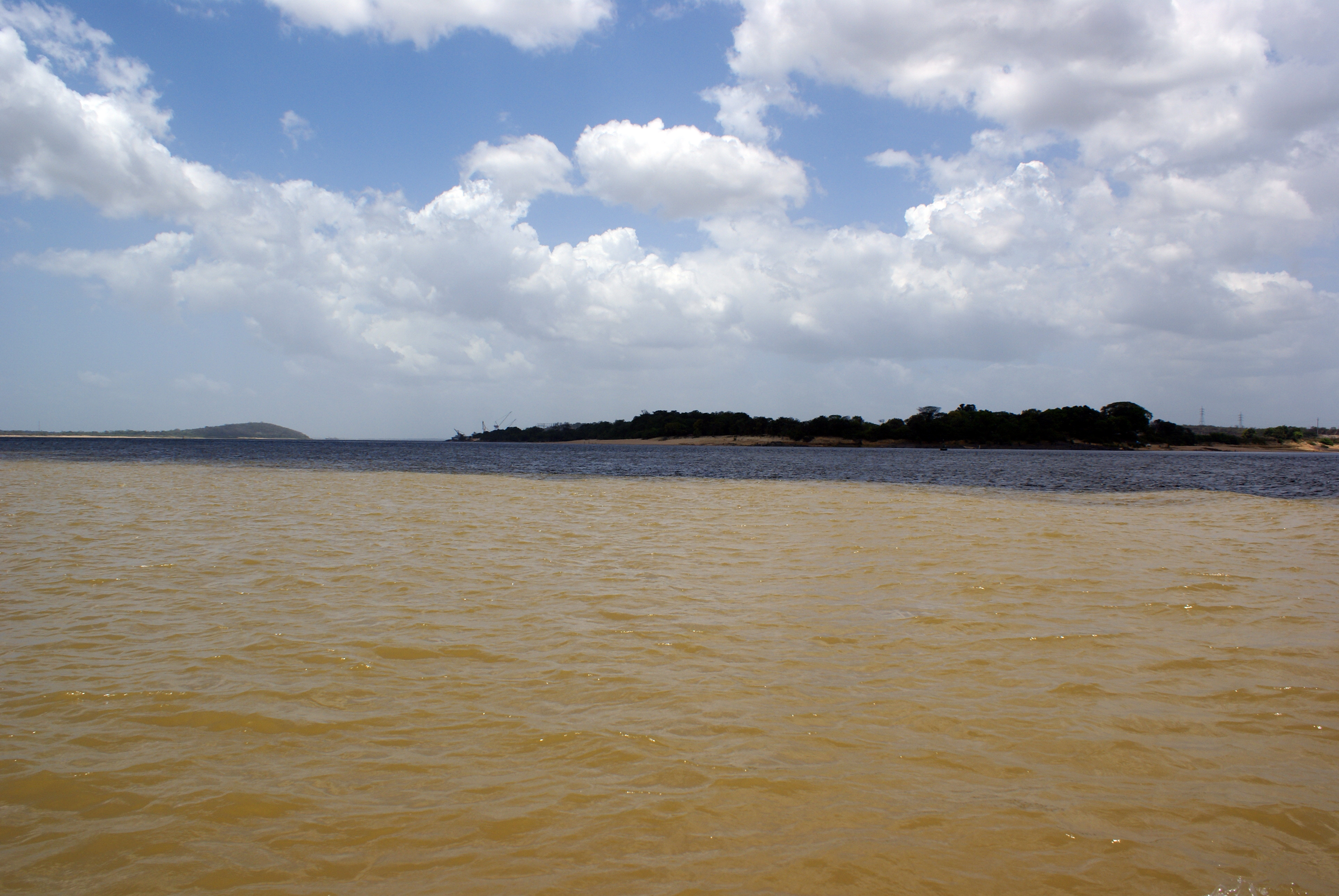
Confluència del riu Caroní (al fons), un riu d'aigües negres, amb el riu Orinoco, un riu d'aigües braves.

El Caroní és un dels rius amb majors cabals del món, respecte a l'àrea la seva conca. El cabal mitjà és de 4.850 metres cúbics per segon, amb variacions provocades per les estacions humides/seques. La descàrrega màxima mitjana és de 6.260 metres cúbics per segon i la mínima mitjana és de 3.570 metres cúbics per segon. Entre els extrems històrics hi ha 17.576 metres cúbics per segon. El Caroní abasteix el 15,5 per cent del cabal del riu Orinoco. Una de les característiques de l'aigua del Caroní és el color fosc, provocat per l'elevada quantitat d'àcids húmics a causa de la descomposició incompleta del contingut de fenols de la vegetació. A finals de la dècada de 1940 es van trobar diamants a la conca del Caroní, prop de la famosa Regió del Món Perdut, a la qual aleshores només es podia accedir amb avions i vehicles de tracció total.

## Conca
El riu drena l'ecoregió de boscos humits de les terres altes de Guayana. La conca del Caroní cobreix 95.000 quilòmetres quadrats (37.000 milles quadrats) i forma part de la conca de l'Orinoco, el riu més important de Veneçuela.

## Mineria
Al llarg del riu Caroní, entre la confluència amb el riu Icabarú i San Salvador de Paúl, hi ha diverses mines d'or artesanals, principalment a la banda esquerra del riu fora del parc nacional, però també es poden trobar algunes a la dreta, dins del Parc Nacional Canaima. A més dels efectes devastadors de la tala i la desforestació per netejar el jaciment de les mines, el perill molt més gran és l'ús del mercuri que enverina el riu Caroní, la seva fauna i els habitants que viuen a la seva riba. S'han trobat alts nivells de mercuri no només al riu Caroní sinó també al llac Guri i més avall. El govern de Veneçuela es va comprometre a reduir les activitats mineres il·legals amb el pla de desenvolupament sostenible de la mineria del 2016 al 2018.
La mineria il·legal va augmentar sota el govern d'Hugo Chávez, a causa de la nacionalització de mines gestionades per companyies mineres internacionals i això va tenir la conseqüència negativa d'un augment de l'ús de mercuri ja que altres processos són més difícils i costosos d'utilitzar per a la mineria il·legal i artesanal.